# Donald Crowhurst
Donald Crowhurst (19. srpna 1932 – pravděpodobně 1. července 1969) byl britský podnikatel a amatérský námořník. Zemřel při závodu Golden Globe (1968 – 1969), který vyhlásily The Sunday Times, a při němž měly osoby sólově obeplout zeměkouli. Již od počátků se potýkal s četnými problémy a brzy bez uvědomění veřejnosti závod opustil a udával falešné pozice. Vše vyvrcholilo v duševní problémy a následnou sebevraždu ještě před návratem domů. Vítěz závodu, Robin Knox-Johnston, nakonec věnoval finanční odměnu (5000 liber) Crowhurstově rodině. Crowhurstův příběh se dočkal zfilmování – celovečerní film The Mercy, jehož režisérem byl James Marsh, byl uveden roku 2018.